# Slobozia Blăneasa, Galați
Slobozia Blăneasa este un sat în comuna Negrilești din județul Galați, Moldova, România.
 Acest articol despre o localitate din județul Galați este deocamdată un ciot. Puteți ajuta Wikipedia prin completarea lui.